# ドゥディンツェ
ドゥディンツェ（Dudince、1927年までの表記はĎudince、ハンガリー語: Gyűgy、ドイツ語: Dudintze）は、スロバキア共和国バンスカー・ビストリツァ県クルピナ郡にある町。スロバキア南部に位置し、人口は約1,500人である。治療効果のあるミネラルウォーターと温泉で知られ、温水プールもある。

## 地理
シュチャヴニツァ川（Štiavnica river）の谷の中にあるクルピナ平原の低い丘陵にあり、クルピナの南西約27km、サヒの北約15kmに位置する。中心集落のほかに、1960年に合併した旧独立村のメロヴツェ（Merovce）がある。街中および周辺にはトラバーチンの建築物とカトリック風の温泉がある。
ドゥディンツェは、スロバキアでは著名な温泉保養地の1つである。

## 歴史
考古学的な発見によると、ドゥディンツェには新石器時代に人の居住があったことが分かる。書物による最初の言及は1284年で、Dyudと書かれていた。温泉に関する最古の記録は1551年である。

## 人口
2001年の国勢調査によると、人口は1,500人である。95.67%がスロバキア人、3.53%がマジャル人、0.20%がロマである。信仰宗教別では、55.67%がカトリック教会、28.93%がルーテル教会、11.27%が無宗教である。

## 姉妹都市
- アメリカ合衆国 ケント (オハイオ州)（英語版）

## 戸籍
ニトラにあるバンスカー・ビストリツァ県立公文書館には、以下の戸籍記録が保存されている。
- カトリック教会の記録（出生/婚姻/死亡）：1784年-1893年（教区B）
- ルーテル教会の記録（出生/婚姻/死亡）：1783年-1929年（教区B）

## ギャラリー

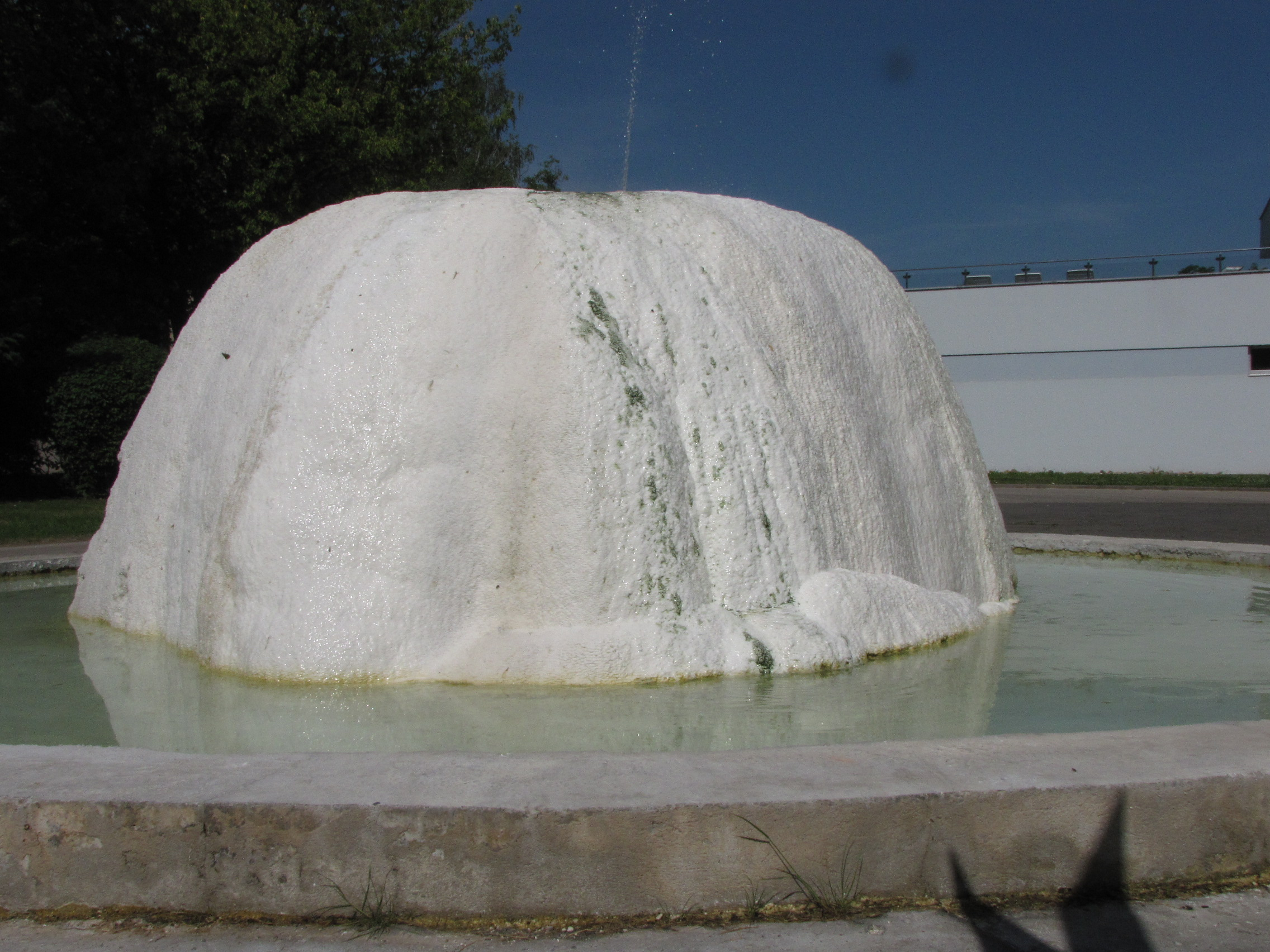
温水の源泉
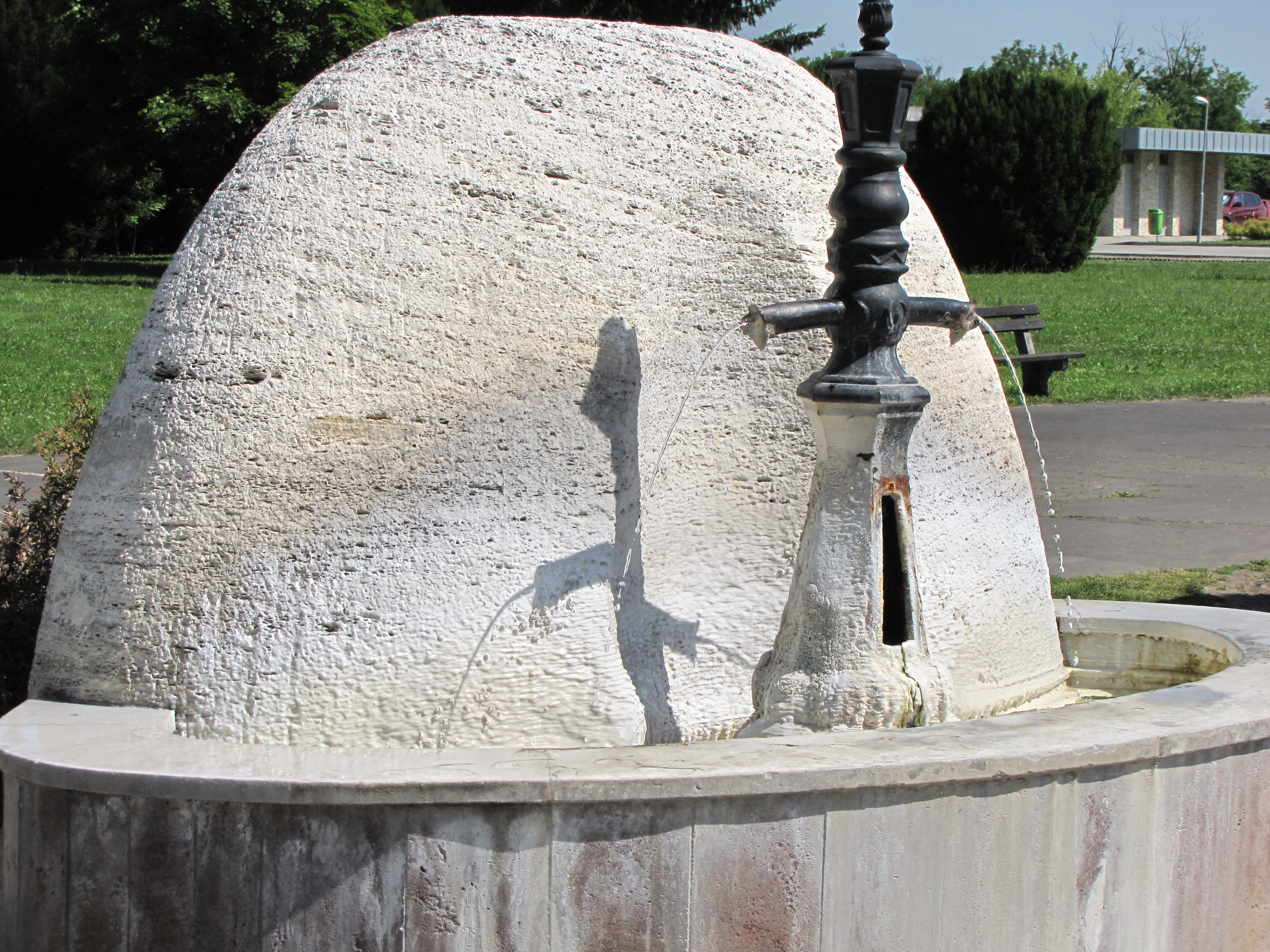
温水の源泉
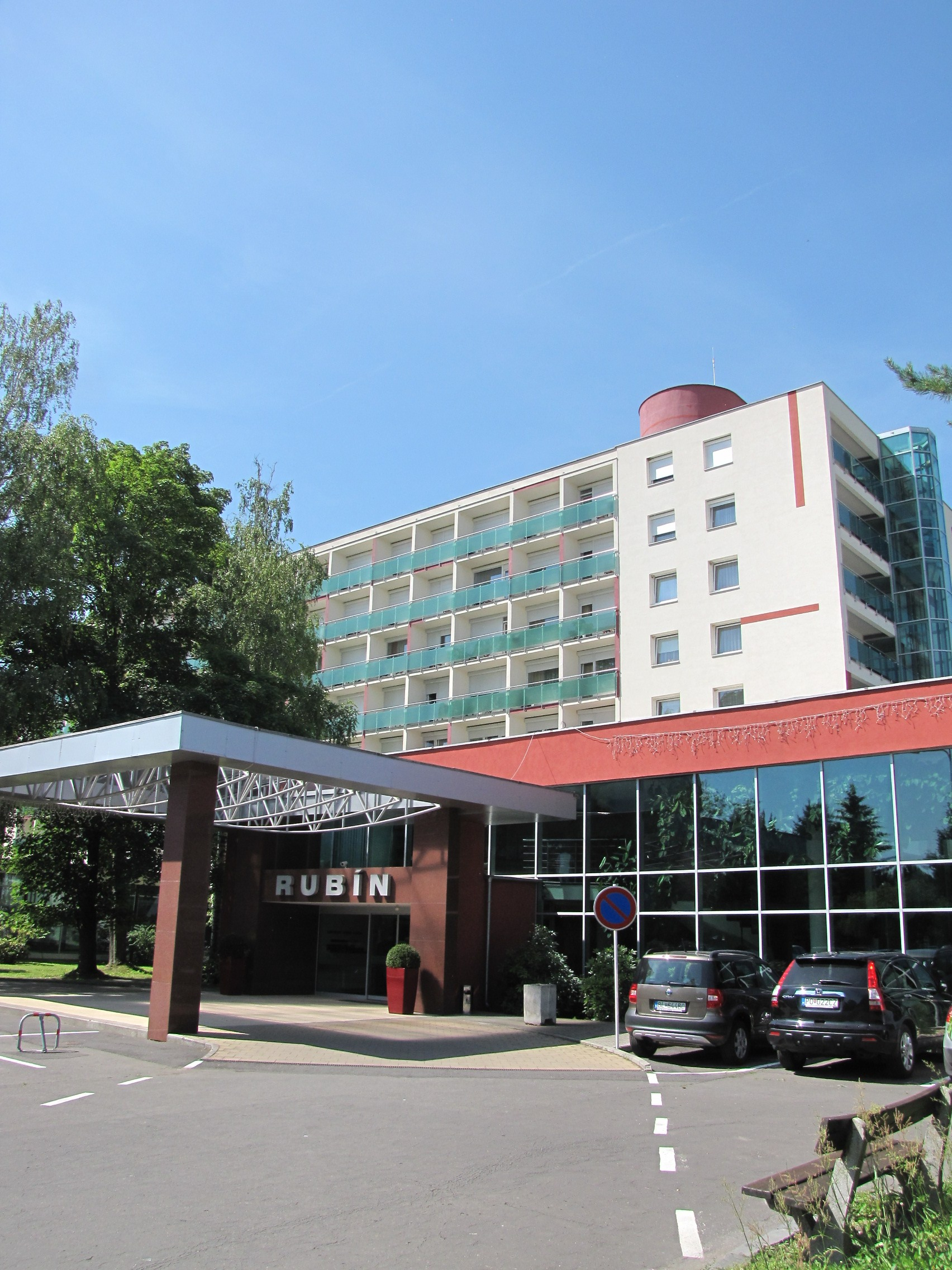
ホテル・ルビン
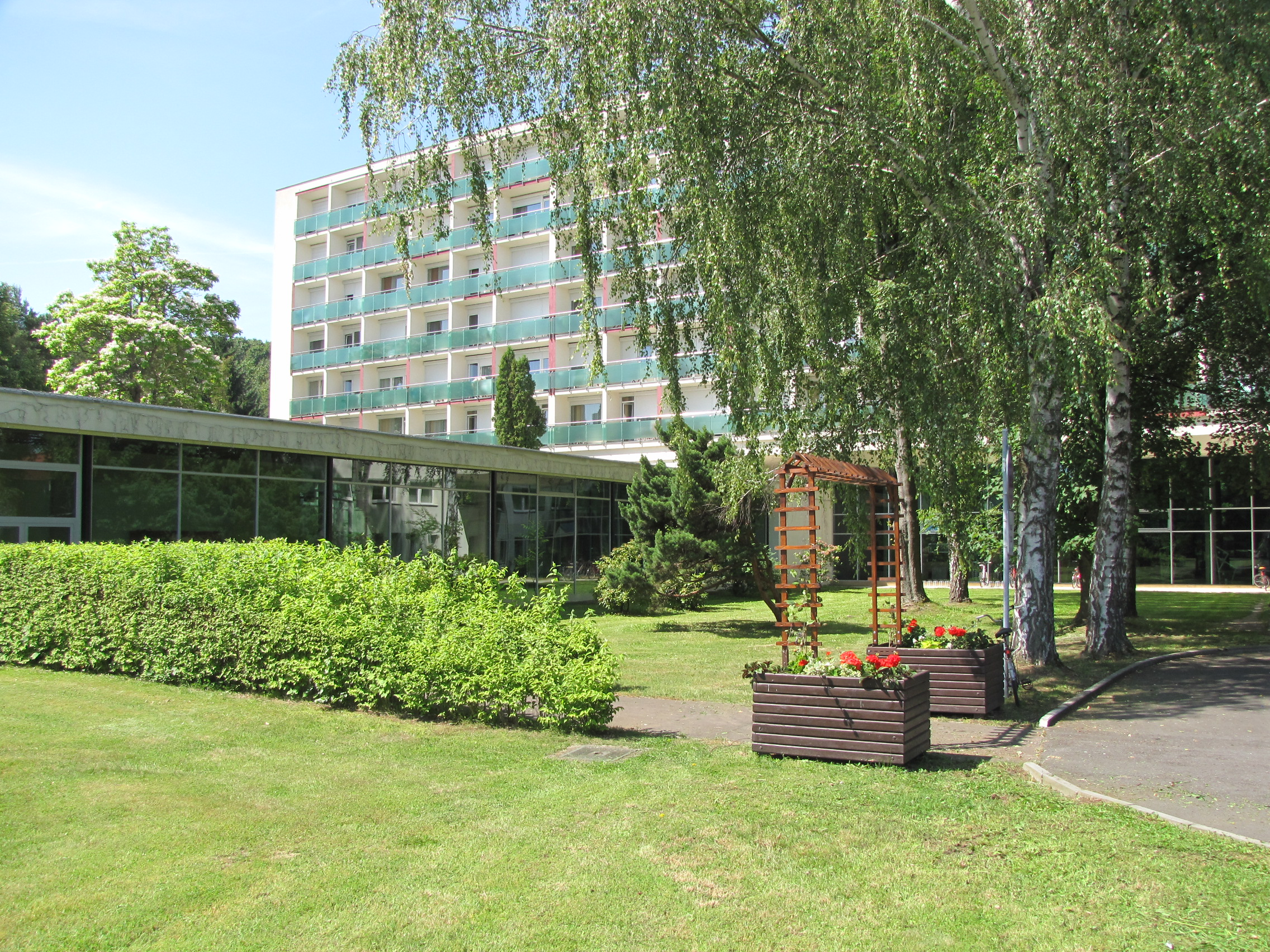
ホテル・ルビン
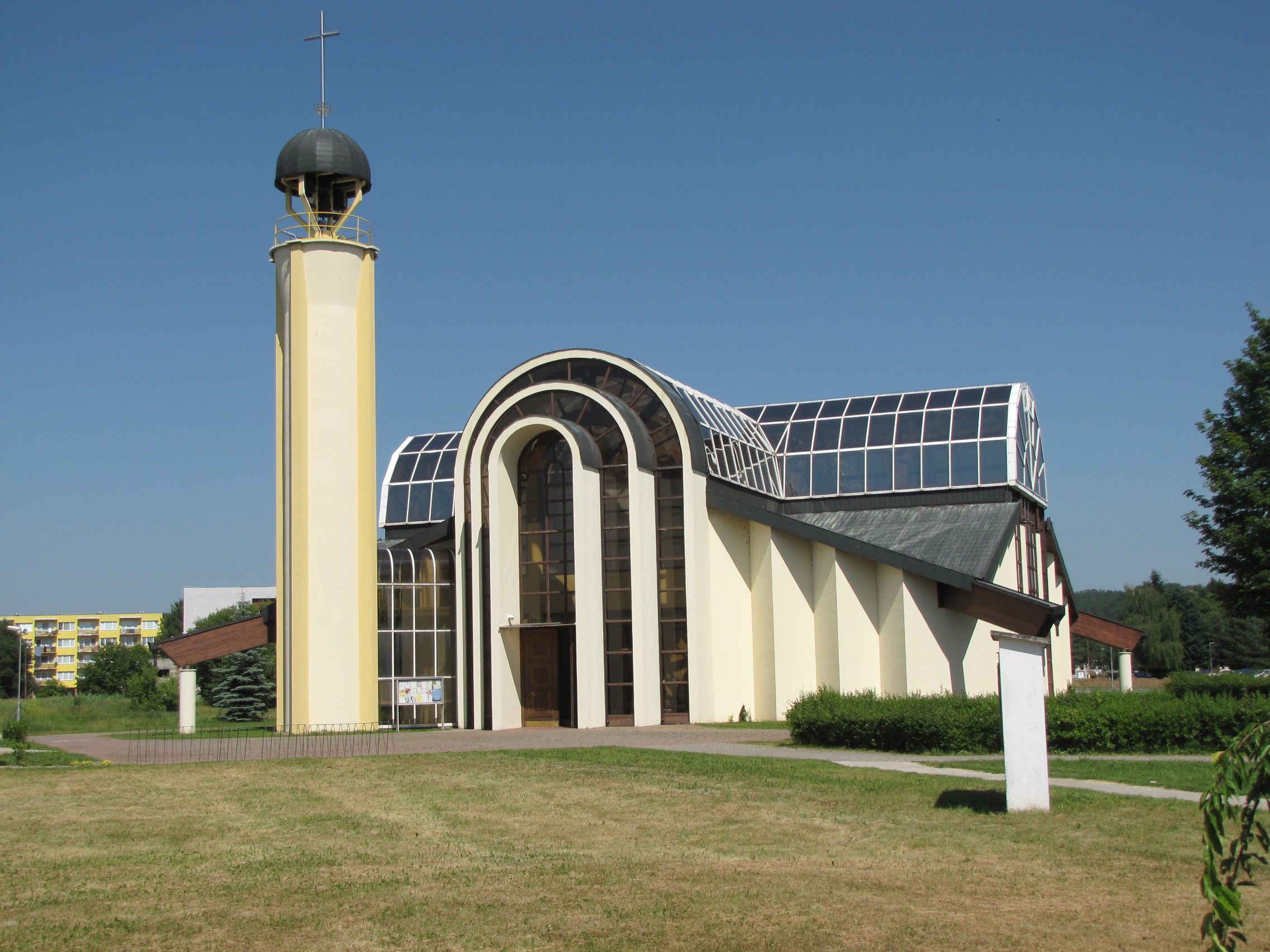
平和の聖母の女王教区教会
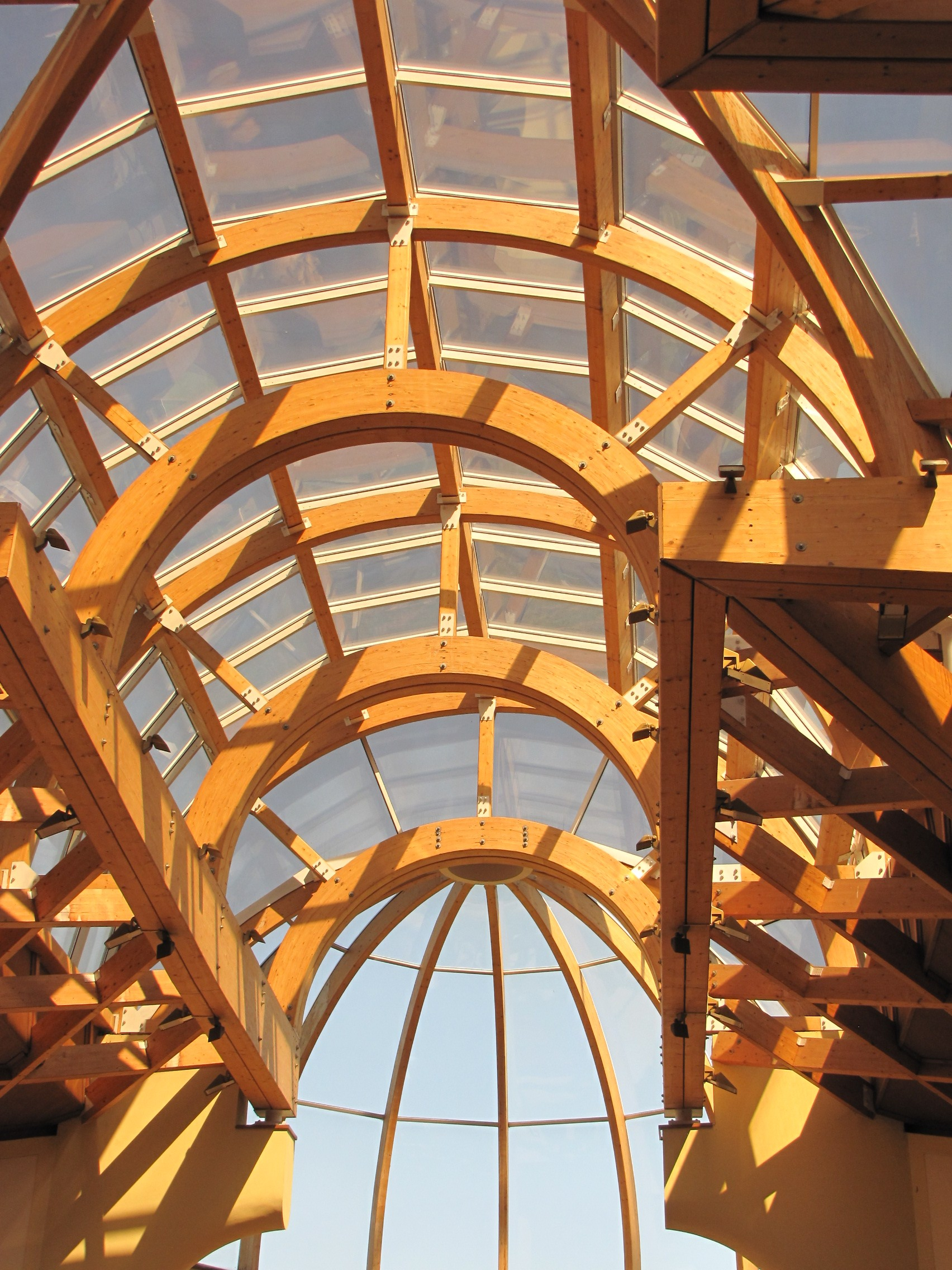
平和の聖母の女王教区教会
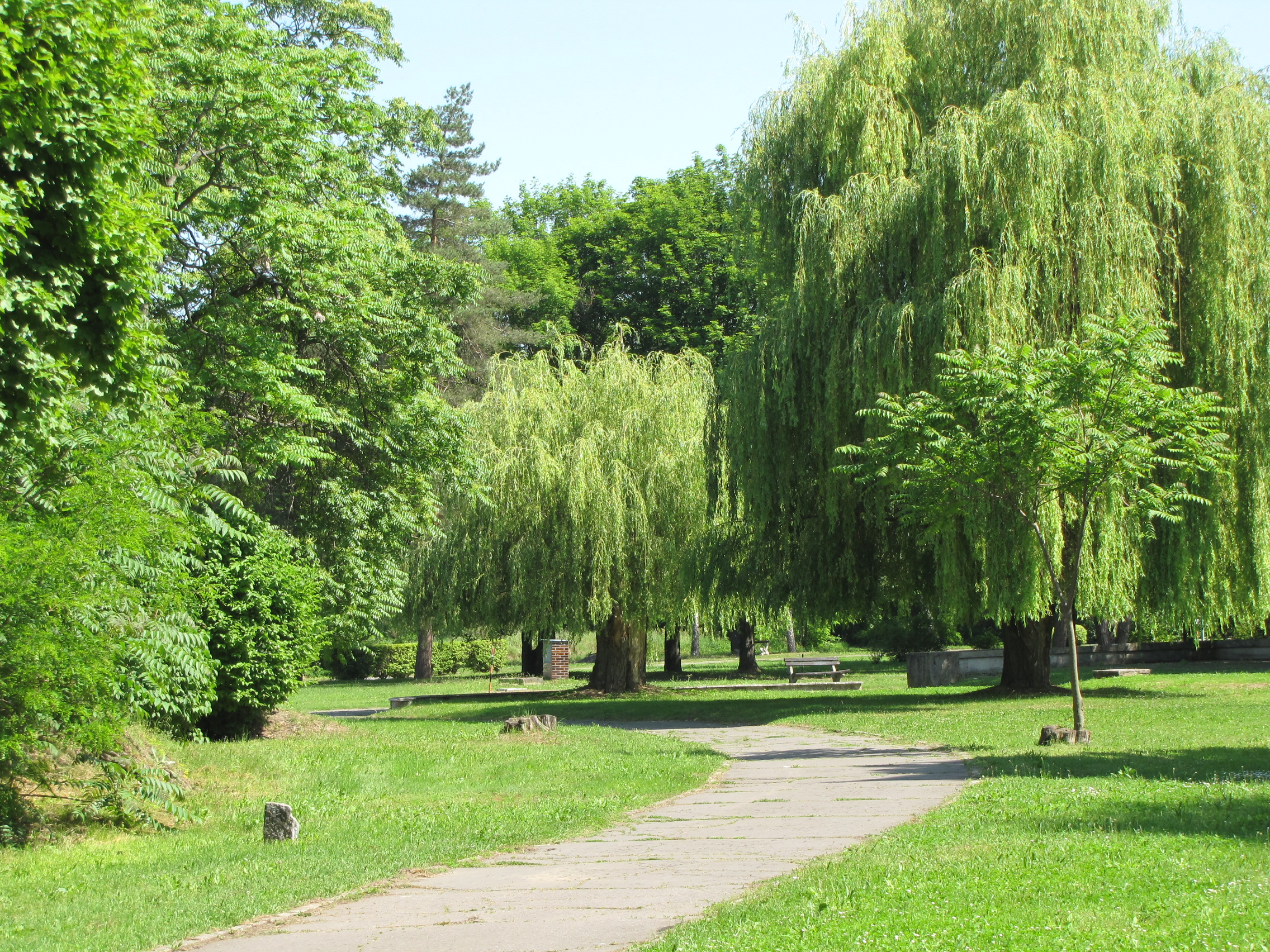
公園